# Beast Quest (videogioco)
Beast Quest è un videogioco per cellulari sviluppato da Miniclip basato sull'omonima serie di libri creata dallo scrittore Adam Blade. Il gioco è organizzato in modo particolare, rispetto ad altri: si apre con una mappa del mondo di Avantia (il regno in cui è ambientato Beast Quest) su cui vi sono tre icone, attualmente.
Una sola icona è sbloccata, con il nome Nanook. Ogni icona corrisponde infatti alle tre diverse zone in cui si trovano tre diverse Bestie, anche se è probabile che potrà essere aggiunta anche una quarta. Le ultime due si sbloccano poi con i diamanti (detti anche gemme da molti giocatori).

## Personaggi
Il protagonista assoluto del gioco è Tom, tra l'altro l'unico personaggio giocabile, il quale è accompagnato sempre da Elenna, non giocabile, ma che nel mondo di Epos può scagliare frecce col suo arco.
In ogni mondo vi sono poi delle "comparse", che ricoprono però un ruolo importante per portare a buon fine le missioni e che comunicano con i protagonisti.
- Nel mondo di Nanook, è Brendan, il capo di un villaggio.
- Nel mondo di Sepron, è Callum, un ragazzino, che aiuta Tom a creare un'esca per attirare il serpente marino.
- Nel mondo di Epos, è Raymond, un ragazzo che aiuta Tom ed Elenna a creare un barile esplosivo per liberare il passaggio verso il covo dei Cavalieri Eterni che custodiscono gli Amuleti.

## Modalità di gioco
La schermata iniziale di Beast Quest presenta la mappa di Avantia e tre mondi, con le icone situate in corrispondenza della zona indicata sulla mappa in cui effettivamente si svolgono.
L'unico giocabile al momento dell'installazione è quello di Nanook, nelle Pianure Ghiacciate. Gli altri due sono il mondo di Sepron, che si sblocca con 59 diamanti (una delle valute del gioco) e quello di Epos, che si sblocca con 89 e che è stato inserito più recentemente. 
Il gioco consiste in più missioni, che bisogna portare a termine sconfiggendo nemici o raccogliendo oggetti, che seguono un filo logico, fino a formare una vera e propria storia, che però differisce parecchio da quella dei libri, mantenendo solo i personaggi incontrati dai protagonisti.